# Nógrádsipek
Nógrádsipek là một thị trấn thuộc hạt Nógrád, Hungary. Thị trấn này có diện tích 20,12 km², dân số năm 2010 là 676 người, mật độ 34 người/km².